# Eenparig versnelde beweging

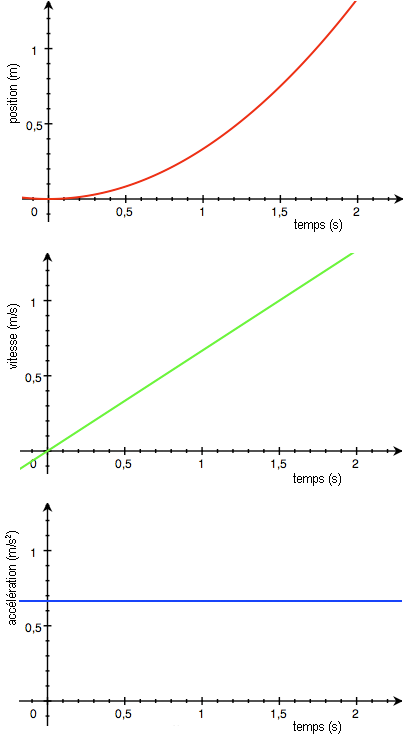
Rood: grafiek van de positie (parabool)
Groen: grafiek van de snelheid (lineair)
Blauw: grafiek van de versnelling (constant)

Een eenparig veranderlijke rechtlijnige beweging, ook wel eenparig versnelde rechtlijnige beweging of EVRB genoemd, is een beweging met constante versnelling, dus waarbij de snelheid in de tijd lineair toe- of afneemt, ofwel een gelijkmatige versnelling of vertraging van een beweging. 
Als de snelheid van een eenparig versnellend voorwerp dat op {\displaystyle t=0{\text{ s}}} in rust verkeerde binnen 0,5 s eenparig is versneld naar 10 m/s, bedraagt de eenparige versnelling 20 m/s². Het voorwerp heeft dan in het gegeven tijdsinterval een gemiddelde snelheid van 5 m/s, aan de hand waarvan de afgelegde afstand kan worden berekend. Dit kan overigens ook worden gedaan met de formule voor {\displaystyle s} onder "Bewegingsvergelijking".
Een voorbeeld van een eenparig versnelde beweging is de beweging die een appel ondergaat als hij uit de boom valt. Een seconde nadat de appel van de boom losbreekt is zijn snelheid 9,81 m/s. Na twee seconden is zijn snelheid tweemaal de snelheid die hij na een seconde had (19,6 m/s), na drie seconden driemaal (29,4 m/s), enzovoort (hierbij is geen rekening gehouden met de luchtweerstand die de appel tijdens zijn val ondervindt).
In het algemeen treedt een eenparig versnelde beweging op als er op een voorwerp een constante kracht wordt uitgeoefend. In het geval van de vallende appel is deze kracht de zwaartekracht, die op het aardoppervlak nagenoeg constant is.

## Bewegingsvergelijking of positievergelijking
Voor deze beweging geldt dat de versnelling {\displaystyle a} constant is, zodat de snelheid {\displaystyle v} als functie van de tijd {\displaystyle t} gegeven wordt door:
{\displaystyle v(t)=v_{0}+at},
waarin {\displaystyle v_{0}=v(0)} de beginsnelheid is.
Voor de afgelegde weg {\displaystyle s} volgt dan
{\displaystyle s(t)=v_{0}t+{\tfrac {1}{2}}at^{2}}
Als de beweging langs de x-as plaatsvindt, wordt de positie {\displaystyle x} op het tijdstip {\displaystyle t} gegeven door:
{\displaystyle x(t)=x_{0}+v_{0}(t-t_{0})+{\tfrac {1}{2}}a(t-t_{0})^{2}}
Met bovenstaande formule kunt de afstand (x) berekenen na een bepaald tijdstip (t) hierbij is:
- {\displaystyle x_{0}} de startpositie is (de plaats uitgedrukt in m of km waar het voorwerp begint met te versnellen/vertragen.
- {\displaystyle v_{0}} de startsnelheid is (de snelheid dat het voorwerp heeft bij de start ({\displaystyle x_{0}}))
- {\displaystyle t_{0}} de startijd is (wanneer dat het voorwerp start met te versnellen/vertragen uitgedrukt in s of h)
- {\displaystyle a} de versnelling is (= constant, uitgedrukt in m/s² of km/h²)